# باشگاه فوتبال نیپیر سیتی روفرز
نیپیر سیتی روفرز یک تیم فوتبال مستقر در نیپیر، نیوزیلند است که از سال ۲۰۲۱ در لیگ برتر مرکزی رقابت می‌کند.

## تاریخچه
این تیم در سال ۱۹۷۳ از طریق ادغام نیپیر روفرز و نیپیر سیتی تاسیس شد.
نیپیر سیتی روفرز پنج بار در سال‌های ۱۹۸۵، ۱۹۹۳، ۲۰۰۰، ۲۰۰۲ و ۲۰۱۹ در رقابت‌های حذفی فوتبال نیوزیلند (جام چاتام) قهرمان شده است؛ و همچنین در سال‌های ۱۹۸۹، ۱۹۹۳، ۱۹۹۸، ۲۰۰۰ قهرمان لیگ ملی فوتبال نیوزیلند شده است. آنها نماینده نیوزیلند در مسابقات باشگاه‌های قهرمانی اقیانوسیه ۲۰۰۱ بودند و سوم شدند.

## افتخارات
- لیگ ملی فوتبال نیوزیلند:
  - قهرمانی (۴): ۱۹۸۹، ۱۹۹۳، ۱۹۹۸، ۲۰۰۰
- جام چاتام:
  - قهرمانی (۵): ۱۹۸۵، ۱۹۹۳، ۲۰۰۰، ۲۰۰۲، ۲۰۱۹
- لیگ مرکزی نیوزیلند:
  - قهرمانی (۳): ۲۰۱۲، ۲۰۱۵، ۲۰۱۸

## نتایج در مسابقات باشگاهی قهرمانی اقیانوسیه
| فصل  | مسابقه                            | مرحله      | باشگاه                 | خانه | خارج |
| ---- | --------------------------------- | ---------- | ---------------------- | ---- | ---- |
| ۲۰۰۱ | مسابقات باشگاهی قهرمانی اقیانوسیه | گروه A     | یونیتک                 | ۲–۰  | دومی |
| ۲۰۰۱ | مسابقات باشگاهی قهرمانی اقیانوسیه | گروه A     | لائوگو یونایتد         | ۱–۱  |      |
| ۲۰۰۱ | مسابقات باشگاهی قهرمانی اقیانوسیه | گروه A     | لوتوهاآپای             | ۹–۰  |      |
| ۲۰۰۱ | مسابقات باشگاهی قهرمانی اقیانوسیه | گروه A     | فودتاون واریورز لاباسا | ۴–۰  |      |
| ۲۰۰۱ | مسابقات باشگاهی قهرمانی اقیانوسیه | گروه A     | ولونگونگ وولفس         | ۰–۱  |      |
| ۲۰۰۱ | مسابقات باشگاهی قهرمانی اقیانوسیه | نیمه نهایی | تافئا                  | ۲–۴  |      |
| ۲۰۰۱ | مسابقات باشگاهی قهرمانی اقیانوسیه | رده بندی   | ونوس                   | ۳–۲  | سومی |